# Bryony Smith
Bryony Frances Smith (* 12. Dezember 1998 in London, Vereinigtes Königreich) ist eine englische Cricketspielerin, die seit 2018 für die englische Nationalmannschaft spielt.

## Ausbildung
Smith arbeitet als Lehrerin in London.

## Aktive Karriere
Mit 16 Jahren gab Smith ihr Debüt für Surrey und konnte sich dort etablieren. Ihr Debüt in der Nationalmannschaft folgte im März 2018 bei einem WTwenty20-Drei-Nationen-Turnier in Indien gegen Australien. Jedoch gelang es ihr sich zunächst nicht zu etablieren. Ein Jahr später gab sie ihr WODI-Debüt bei der Tour gegen die West Indies, konnte jedoch auch dort nicht herausstechen. So konnte sie sich trotz eines Juniorenvertrages mit dem englischen Team nicht im Team etablieren und erfüllte in der Folge nur die Rolle als Reservistin. In der Saison 2022 konnte sie nach guten Leistungen im nationalen Cricket wieder ins Team vorstoßen. Sie war Teil des Kaders für die Commonwealth Games in Birmingham, kam dort jedoch nicht zum Einsatz. In weiteren Touren gegen Südafrika und Indien im Sommer 2022 erhielt sie zwar Einsätze, konnte jedoch sich nicht durchsetzen.